# TVR Sagaris
El TVR Sagaris es un automóvil deportivo cupé de dos puertas biplaza, diseñado y producido por el fabricante inglés TVR Manufacturing Limited en su sede de Blackpool, Lancashire, entre 2004 y 2006.

## Presentación y diseño

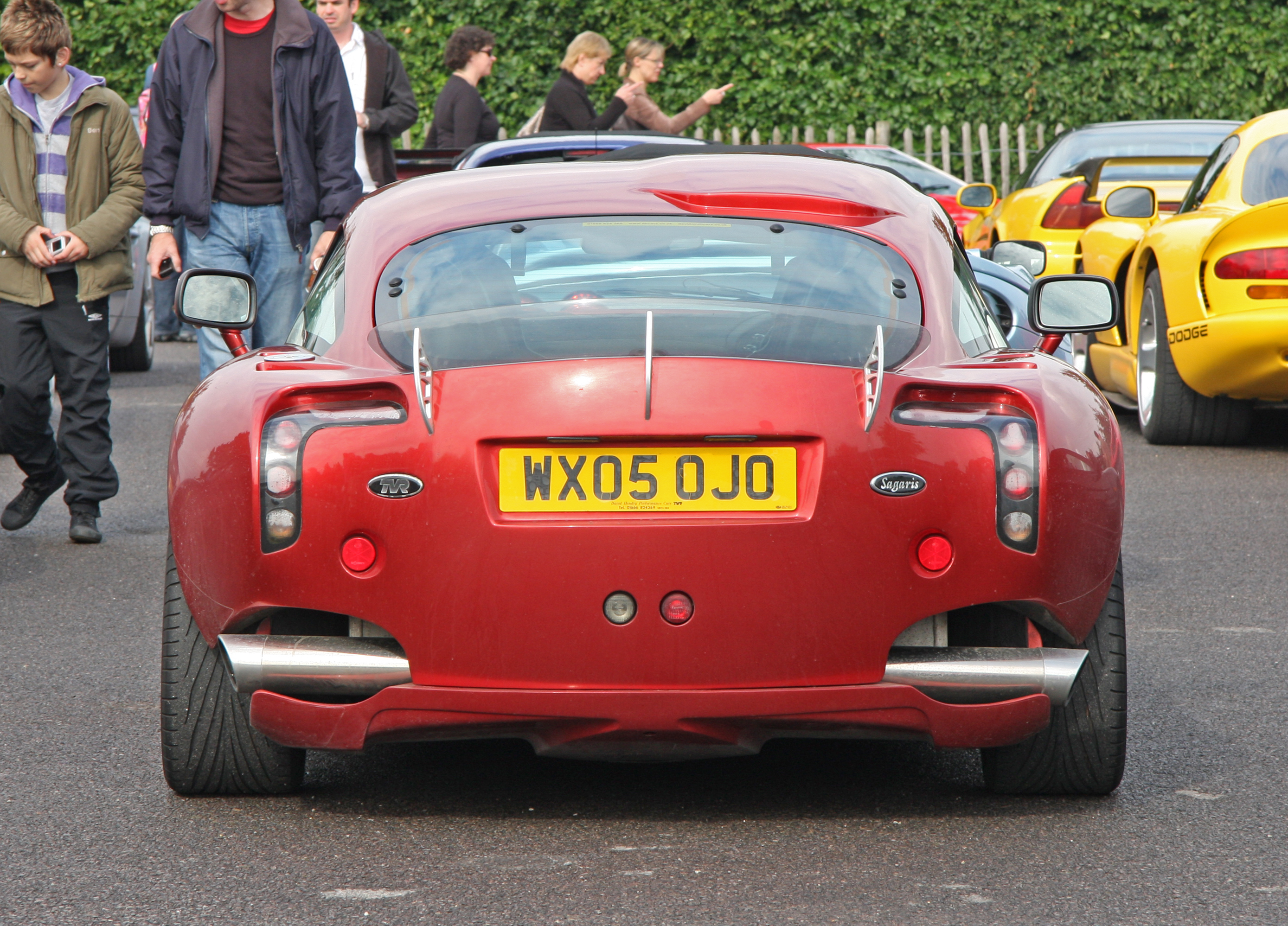
Vista trasera

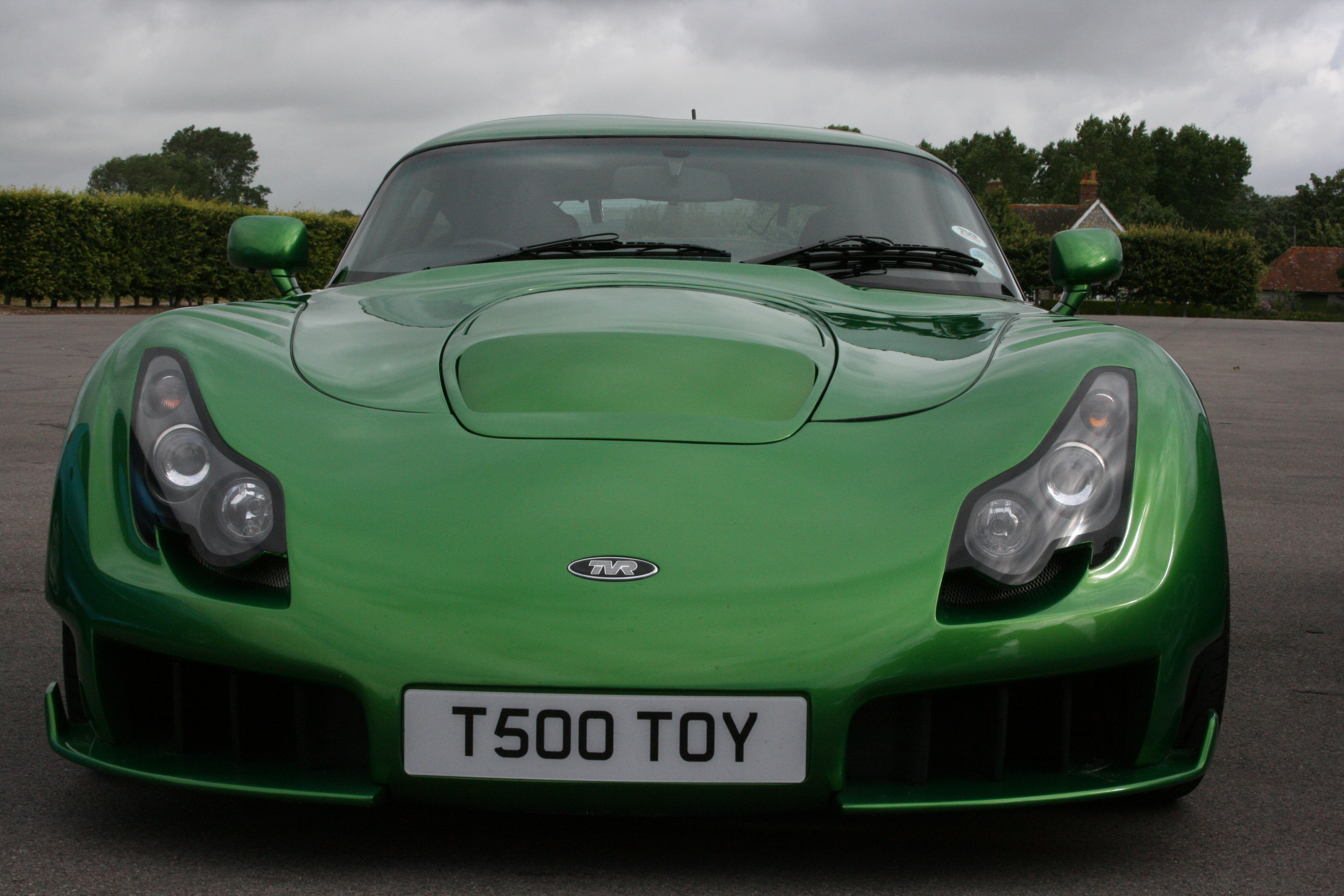
En verde británico de carreras

Fue previamente mostrado como un nuevo prototipo en el Salón del automóvil MPH03 de 2003, cuyo diseño tenía como objetivo el participar también en las carreras de resistencia, aunque los detalles estéticos y funcionales para esa intención ya no se plasmaron en el modelo definitivo, por lo que las necesidades de refrigeración pasaron a un segundo plano, incluyendo las aberturas sobre los pasos de rueda delanteros que fueron eliminadas para evitar ciertos riesgos en el parabrisas. También se modificaron los retrovisores y se cambió la ubicación del acceso al tanque de combustible. Su nombre viene del griego de un hacha de guerra propia de los pueblos escitas.
Posteriormente, la versión de producción se presentó en el National Exhibition Centre (NEC) de Birmingham de 2004. Más tarde en ese mismo año, se presentó al público en los concesionarios de TVR de todo el mundo. Basado en el TVR T350 como una versión especial, el Sagaris fue diseñado con el propósito de la competición en mente, es decir, la principal diferencia entre ambos era la aerodinámica, con varios de sus detalles que presentaban las intenciones de usar el coche en las carreras. La multitud de rejillas de ventilación, aperturas de refrigeración y otros detalles de la carrocería, permiten al coche ser usado durante largos períodos en pistas sin modificaciones de refrigeración. También se pueden apreciar sus branquias que se encuentran en el cofre, sus tomas de aire delanteras, sus ópticas, sus salidas de escape, entre otras. Solamente duró tres años en el mercado hasta 2006 cuando finalizó su producción, al haberse fabricado solamente 211 unidades a nivel mundial. Fue construido también con la ayuda de ingenieros provenientes de Noble Automotive.

## Características y especificaciones

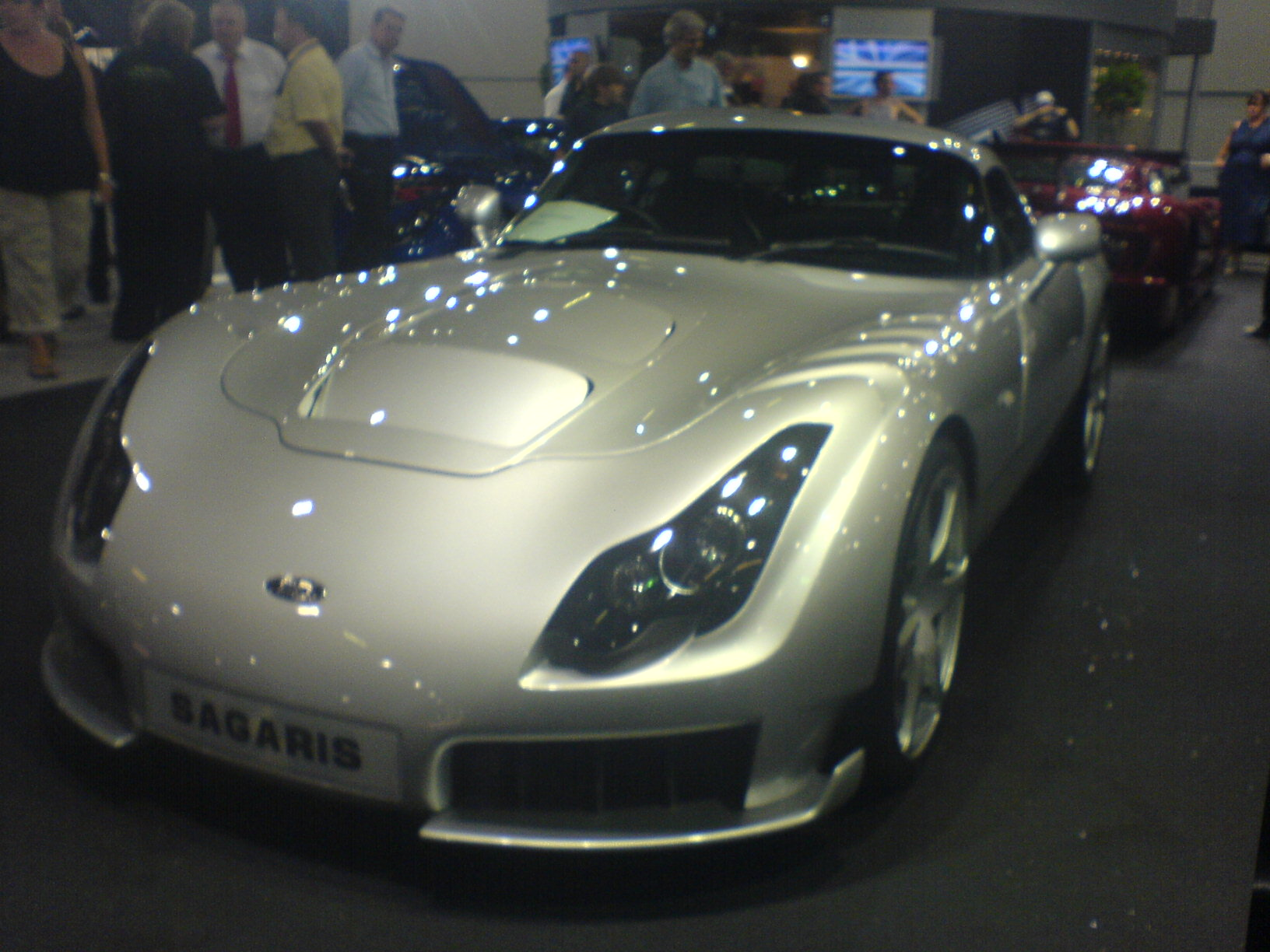
En el Salón del Automóvil Británico de 2006

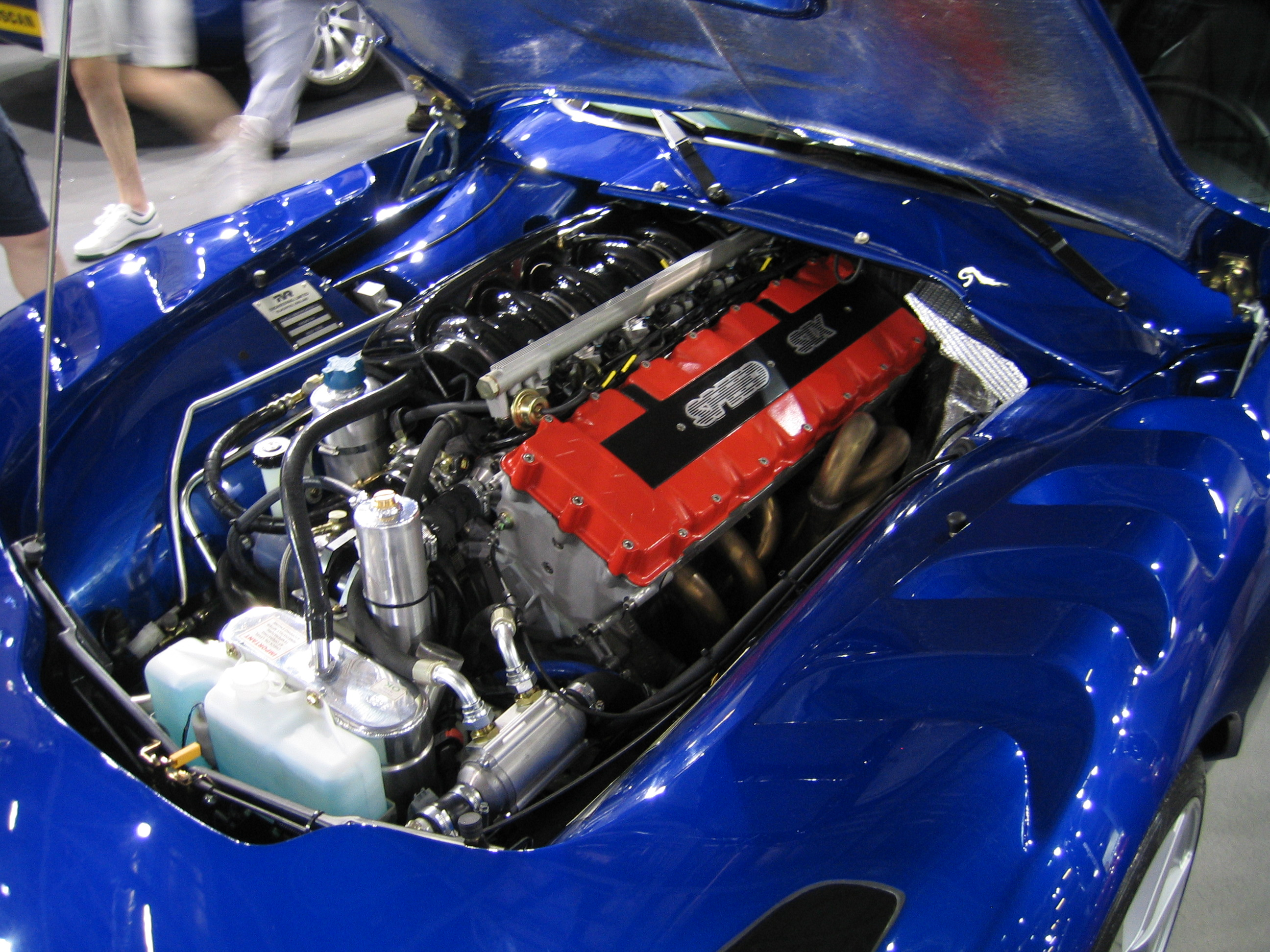
Motor TVR Speed Six del Sagaris

Como todos los TVR modernos, el Sagaris ignora la regla que impone la Unión Europea que recomienda que todos los coches estén equipados al menos con ABS y bolsas de aire frontales. TVR tampoco ofrecía ayudas electrónicas a la conducción, tales como control de estabilidad (ESP) ni control de tracción (TCS), dejando el control del coche totalmente bajo las habilidades al volante del propio conductor. Además de la carencia de asistencias, su interior era muy espartano, simple y minimalista, sin equipo de navegación, ni aire acondicionado, ni radio estéreo profesional, ni espejos de vanidad ni otros elementos ya disponibles desde entonces, es decir, sobre todo para evitar el aumento del peso del conjunto. En cuanto a su fiabilidad, se mencionaba que su embrague debía ser sustituido después de 20 000 km (12 400 millas).
Se habla mucho del peso ligero por parte de los fabricantes de automóviles, pero es raramente conseguido en combinación con una enorme potencia. Gracias al chasis de acero tubular rígido y a la carrocería de compuesto extremadamente ligero, el Sagaris pesa justamente poco más de una tonelada. Con un bajo coeficiente de arrastre cuya característica produce una buena carga aerodinámica, tanto en la parte delantera como en la trasera del coche, su estilo es tan bueno como su apariencia.
Está equipado con un motor de seis cilindros en línea de 3996 cm³ (4 L; 243,9 plg³) ubicado en posición delantera, que entrega una potencia máxima de 406 HP (412 CV; 303 kW) a las 7000 rpm y un par máximo de 349 lb·pie (473 N·m) a las 5250 rpm. Está acoplado a una transmisión manual de seis velocidades con tracción trasera. Puede alcanzar una velocidad máxima de 185 mph (298 km/h) y acelera de 0 a 100 km/h (62 mph) en 3.7 segundos. Su suspensión delantera, desarrollada en colaboración con Bilstein y Multimatic, había sido trabajada para evitar que el par moviera la dirección accidentalmente, mientras que la carrocería estaba fabricada en fibra de vidrio. Con todo esto, se le ha considerado como el modelo de la marca con la mejor puesto a punto.
| Chasis                              | Estructura tubular de acero EN36 con recubrimiento de polvo y jaula de seguridad integral             |
| Materiales del motor                | Bloque y cabezas de aluminio                                                                          |
| Distribución                        | DOHC 4 válvulas x cilindro (24 en total)                                                              |
| Diámetro x carrera                  | 96 x 92 mm (3,78 x 3,62 pulgadas)                                                                     |
| Alimentación                        | Inyección multipunto, naturalmente aspirado                                                           |
| Relación de compresión              | 12.2:1                                                                                                |
| Línea roja (límite de régimen)      | 7800 rpm                                                                                              |
| Potencia específica                 | 101,6 HP/litro                                                                                        |
| Sistema de lubricación              | Cárter seco                                                                                           |
| Capacidad del tanque de combustible | 57 litros (15,1 galAm)                                                                                |
| Relación peso a potencia            | 2,7 kg/HP                                                                                             |
| Distribución de peso                | 52% delantero y 48% trasero                                                                           |
| Embrague                            | Platos dobles orgánicos AP Racing de 215 mm (8,46 pulgadas) con diferencial de deslizamiento limitado |
| Emisiones de CO2                    | 406 g (14,3 onzas)/km                                                                                 |
| Aceleración 0-100 mph (161 km/h)    | 8.1 segundos                                                                                          |

## Competición

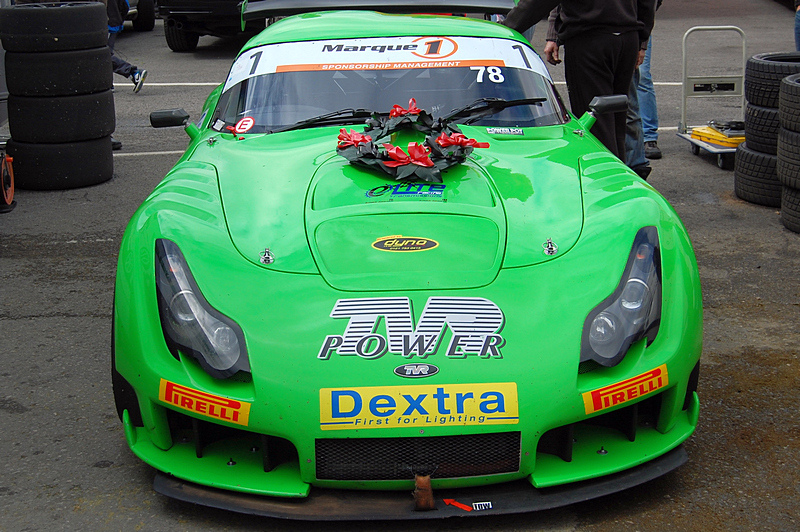
Después de haber ganado la GT Cup Series en Oulton Park

La única variante de carreras entró en la British GT Cup de 2011 por parte del Team Winstanley, pilotado por Danny Winstanley. El coche que compitió tenía un chasis estándar de fábrica, pero estaba equipado con un seis en línea 4.5 Supersport, cuya una potencia había sido aumentada a 420 HP (426 CV; 313 kW). En su primera temporada logró dos victorias en el Oulton Park y en Brands Hatch.
Los coches GTF Sagaris han ganado en el TVR Challenge, cada carrera que entraron, la GT Cup, Britcar y el Challenge de las Ardenas en el Circuito de Spa-Francorchamps, además de muchas otras carreras club sport. El GTF02 se mantiene como el coche más exitoso con más de 40 victorias y tres victorias de campeonato absoluto.

## En la cultura popular
Ha aparecido en varios de videojuegos de carreras, tales como: Test Drive Unlimited, Test Drive Unlimited 2, Project Gotham Racing 3, Project Gotham Racing 4, Forza Motorsport 2, Forza Motorsport 3, Forza Motorsport 4, Forza Motorsport 5, Forza Motorsport 6, Forza Motorsport 7, Forza Horizon, Forza Horizon 2, Forza Horizon 3, Forza Horizon 4, Forza Horizon 5, Asphalt: Urban GT, Asphalt: Urban GT 2, Asphalt 8: Airborne y muchos más.